# Lispinodes explicandus
Lispinodes explicandus är en skalbaggsart som beskrevs av Sharp 1880. Lispinodes explicandus ingår i släktet Lispinodes och familjen kortvingar. Inga underarter finns listade i Catalogue of Life.